# 東大院区域

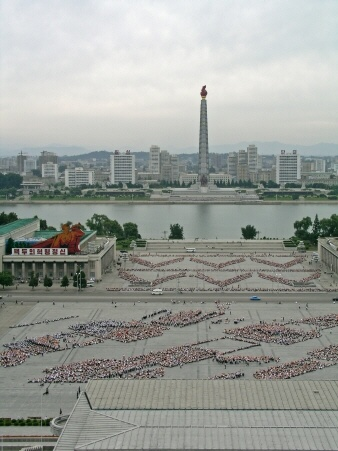
金日成広場からみた主体思想塔。塔の周辺が東大院区域。

東大院区域（トンデウォンくいき）は、平壌直轄市都心部の東部にある行政区域の一つ。大同江の東岸にある。北に大同江区域、南に船橋区域と隣接する。
大同江を隔てて西に中区域があり、玉流橋・大同橋で結ばれている。対岸の金日成広場に向かい合う形で主体思想塔が建てられている。

## 行政区域
18洞を管轄する。
- 大新洞（テシンドン）
- 東大院一洞（トンデウォニルトン）
- 東大院二洞（トンデウォニドン）
- 東新一洞（トンシニルトン）
- 東新二洞（トンシニドン）
- 東新三洞（トンシンサムドン）
- 冷泉一洞（レンチョニルトン）
- 冷泉二洞（レンチョニドン）
- 栗洞（リュルトン）
- 紋新一洞（ムンシニルトン）
- 紋新二洞（ムンシニドン）
- 三馬一洞（サンマイルトン）
- 三馬二洞（サンマイドン）
- セサルリム洞（セサルリムドン）
- 新里洞（シルリドン）
- 新興一洞（シヌンイルトン）
- 新興二洞（シヌンイドン）
- 新興三洞（シヌンサムドン）

## 歴史
この節の出典
- 1946年 - 平壌直轄市に属する。
- 1959年 - 船橋区域に属する。
- 1960年10月 - 平壌直轄市船橋区域三馬洞・栗洞・大新洞・東大院洞・新興洞・新里洞・東新洞および紋新洞の一部、寺洞区域冷泉洞の区域をもって、東大院区域を設置。(10洞)
  - 新興洞が分割され、新興一洞・新興二洞が発足。
  - 新里洞・東新洞の境界線を調整。
- 1965年 (13洞)
  - 東新洞が分割され、東新一洞・東新二洞が発足。
  - 紋新洞が分割され、紋新一洞・紋新二洞が発足。
  - 冷泉洞・三馬洞の各一部が合併し、冷泉一洞が発足。
  - 冷泉洞の残部・三馬洞の一部が合併し、冷泉二洞が発足。
- 1967年 (16洞)
  - 東大院洞が分割され、東大院一洞・東大院二洞が発足。
  - 新興一洞・新興二洞の各一部が合併し、新興三洞が発足。
  - 東新一洞・新里洞の各一部が合併し、東新三洞が発足。
- 1972年 (18洞)
  - 三馬洞の一部が分立し、三馬一洞が発足。
  - 三馬洞の残部・冷泉二洞の一部が合併し、三馬二洞が発足。
  - 栗洞の一部が分立し、セサルリム洞が発足。

## 施設
- 玉流橋
- 大同橋
- 大同江外交団会館
- 主体思想塔
- 平壌音楽舞踊大学
- 金日成高級党学校